# Celiptera frustulum
Celiptera frustulum är en fjärilsart som beskrevs av Achille Guenée 1852. Celiptera frustulum ingår i släktet Celiptera och familjen nattflyn. Inga underarter finns listade i Catalogue of Life.